# Arte y cultura en Antioquia

## Música, teatro, poesía
En Antioquia, tradicionalmente, han existido unas bien cimentadas cultura y afición por la música. En las zonas rurales del departamento reina la música popular, y existe una gran ausencia de música culta, salvo por la música religiosa en los templos católicos.
No sucede así en Medellín, donde además de la popular, la música culta ha sido una necesidad imprescindible para el desarrollo de esta comarca. La región tiene o ha dispuesto siempre de una elegante élite profesional en este terreno, ha contado con varias orquestas sinfónicas y filarmónicas y, además, varios conjuntos de música antigua, ballets de renombre internacional como el Ballet Folclórico de Antioquia, estudiantinas, corales, conjuntos de jazz y de rock, mucha música tradicional colombiana popular y profesional - bambucos, pasillos, canciones, por ejemplo - así como un amplio repertorio latinoamericano, tangos en primer lugar. (Carlos Gardel, el máximo exponente del tango argentino, murió en Medellín en un accidente en el año 1935).
Son igualmente históricos y tradicionales en Antioquia el cultivo y la producción de literatura y crítica musical culta, uno de cuyos ejemplos lo constituye el escritor Darío Valencia. Una de sus obras puede mirarse en Darío Valencia Restrepo, Notas sobre la vida y obra de Bach, en la cual se observan una erudición e implacable rigor sobre el denso tema dignos de cualquier escenario cultural europeo del más alto nivel.
Entre los principales músicos del departamento se recuerdan:
- Carlos Vieco
- Jaime R. Echavarría
- Jaime Llano González
- Héctor Ochoa Cárdenas
- Carlos Mario Vasquez Rojas
- Libardo Parra Toro
- Ballet Folclórico de Antioquia
- Blanca Uribe
- Grupo Suramérica
- Juanes
- Darío Gómez

En cuanto a la expresión musical popular, en el departamento son imprescindibles varios géneros incrustados profundamente en el colectivo antioqueño. Aquí resulta imprescindible citar:
- Música andina
- Trova paisa
- Música de carrilera
- Música guasca
- Música de despecho
- Tango.

También se gozan y practican otros géneros populares del resto del país como el vallenato e igualmente todo tipo de música popular internacional.
Paralelamente, en otros terrenos de la cultura hay también buena oferta de teatro y poesía internacional en la región. Un ejemplo del teatro paisa es el grupo El Águila Descalza. En cuanto a poesía, Medellín celebra anualmente el Festival Internacional de Poesía con asistencia de poetas de todo el mundo. Hay además en la ciudad y el departamento galerías de arte, más de media docena de museos, una veintena de escuelas de teatro y muchísimas bibliotecas y escuelas populares.
Algunas escuelas e instalaciones de teatro son:
- Teatro Metropolitano de Medellín
- Teatro Pablo Tobón Uribe
- Teatro Porfirio Barba Jacob
- Teatro Popular de Medellín
- Teatro El Águila Descalza
- Teatro Universidad de Medellín
- Ballet Folclórico de Antioquia
- Asociación Pequeño Teatro de Medellín
- Teatro de Muñecas La Fanfarria
- Teatro Matacandelas
- Café Concierto Los Inquietos
- Teatro Manicomio de Muñecos
- Corporación Cultural Teatro de Seda
- Teatro Barra del Silencio
- Instituto de Bellas Artes
- Planetario Jesús Emilio Ramírez
- La Montaña que Piensa